# Workington
Workington es una ciudad y un parroquia civil del distrito de Allerdale, en el condado de Cumbria (Inglaterra). Su población de acuerdo al censo del 2001 es de 21.514 habitantes. Según el censo de 2011, Workington parroquia civil tenía 25.207 habitantes.